# Sabr (islam)
Sabr  (arabe : صَبْرٌ (ṣabr)) (littéralement « endurance » ou plus justement « persévérance », « persistance ») est l'une des deux parties de la Foi musulmane, l'autre étant shukr (en) (la reconnaissance ou gratitude). Elle enseigne à rester spirituellement ferme et à continuer à faire de bonnes actions dans les domaines personnel et collectif, en particulier lorsqu'on doit faire face à une opposition ou qu'on rencontre des problèmes, des revers ou des résultats inattendus et non désirés.

## Exemples

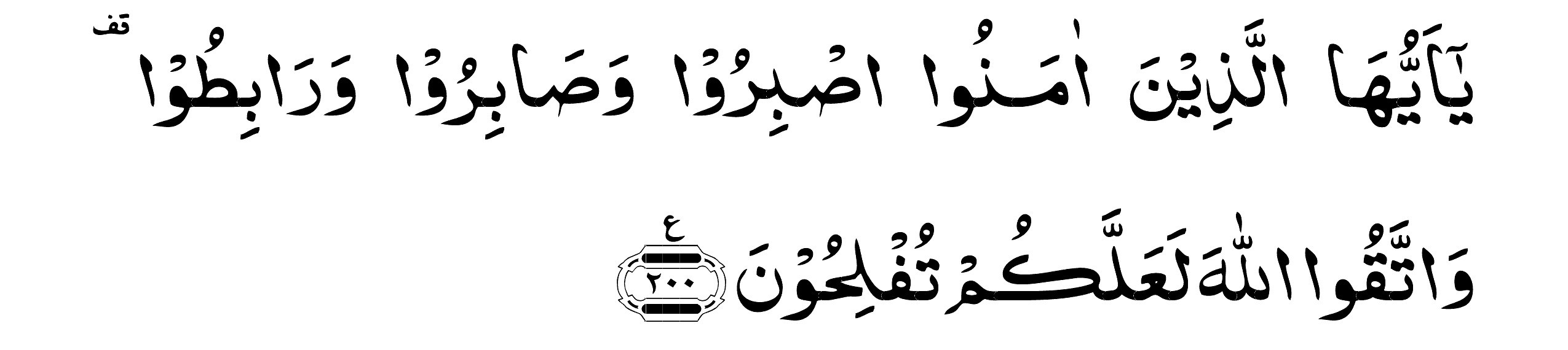
Aya n°200 de Sourate Al I'mran:ô les croyants ! Soyez endurants. Incitez-vous à l'endurance. Luttez constamment et craignez Allah, afin que vous réussissiez !

Plusieurs savants musulmans ont tenté de classifier et de donner des exemples de ṣabr. D'après l'Encyclopédie de l'Islam, il y a deux types de ṣabr :
1. physique, comme endurer des troubles physiques, qu'ils soient actifs (comme l'exécution de tâches difficiles) ou passifs (comme le fait de souffrir de maladie) ;
2. spirituel, comme le renoncement face aux pulsions naturelles.

Le théologien du XIIe siècle Fakhr ad-Dîn ar-Râzî en distingue quatre types :
1. l'endurance intellectuelle, par exemple sur des points litigieux dans les dogmes religieux ;
2. l'endurance en accomplissant les tâches qui sont imposées ou recommandées par la loi islamique (comme le jeûne) ;
3. s'abstenir résolument de toute activité interdite ;
4. la résignation en cas de calamité.

Il donne également une mise en œuvre du concept, Muṣābara, dans laquelle on s'abstient de se venger de son prochain (comme son voisin ou les gens du Livre).
Al-Ghazâlî dit que le ṣabr est formé de trois parties : maʿrifa (l'arbre), ḥāl (les branches) et ʿamal (les fruits).